# Nardia nuda
Nardia nuda är en bladmossart som först beskrevs av Lindenb. et Gottsche, och fick sitt nu gällande namn av Vána. Nardia nuda ingår i släktet nardior, och familjen Solenostomataceae. Inga underarter finns listade i Catalogue of Life.